# Sigla musicale
Una sigla musicale (anche solamente sigla) è un brano musicale cui è data la funzione di breve introduzione di un'opera (anche non musicale), rimarcandone l'inizio, o anche la fine, così da identificare e caratterizzare l'opera stessa.
La parola conserva anche in questa accezione tutti i suoi significati: quello di "elemento iniziale", quello di "brevità", quello di "chiusura" e quello identificativo di "caratterizzazione".
In conformità a ciò, un brano musicale, un motivo o una canzone sono qualificati "sigla" laddove questi siano posti all'apertura o alla chiusura di un particolare evento, allorché siano abbastanza brevi e sempre che siano connotate in maniera tale da poterli subito identificare e a sua volta identificare con loro ciò che questi introducono o concludono.

## Sigla di opere non serializzate
Conformemente alla funzione (di richiamare l'attenzione sul ciò che introduce) e alle caratteristiche che le sono proprie, è scorretto l'uso che di recente viene fatto del termine per indicare anche un breve brano musicale che introduca opere non seriali (ad es. un film) o un motivetto utilizzato "una tantum" nel corso di altre trasmissioni.
In alcuni casi, infatti, brani che corrispondono ai requisiti di brevità, posti all'inizio e/o alla fine dell'opera, possono impropriamente essere chiamati sigla, ma per essi, al pari dei brani, posti, ad esempio, all'interno di un film, dovrebbe essere utilizzato piuttosto il termine «tema musicale», parte portante della colonna sonora.

## Sigla televisiva o radiofonica
Un largo uso della "sigla" è fatto nel mondo della televisione e della radio, da cui deriva in realtà la definizione stessa di sigla musicale, all'epoca delle prime trasmissioni. Qui il termine viene usato per indicare un brano musicale (cantato o no) che introduce o conclude una trasmissione televisiva o radiofonica (anche se molto breve, come ad es. la pubblicità), per richiamare l'attenzione del pubblico sull'effettivo inizio o sulla conclusione della trasmissione.
La sigla musicale d'apertura e di chiusura rappresenta dunque brevemente le trasmissioni che accompagnano: varietà televisivi, quiz, serie televisive, serial, cartoni animati, telegiornali, programmi e rubriche d'approfondimento giornalistico. Per poter fare questo, il termine "sigla" presuppone la serialità o una sua ripetizione nel tempo, della trasmissione che essa apre o chiude.

### La sigla in televisione
Se nella radio la sigla comprendeva solo un brano musicale, con l'avvento della televisione c'è stato il bisogno di accompagnarlo con delle immagini. Secondo l'Enciclopedia della televisione, la sigla è una breve sequenza formata da immagini ed elaborazioni grafiche, quasi sempre commentate da un brano musicale, che introduce (sigla di testa o di apertura) o chiude (sigla di coda o di chiusura) un programma televisivo (varietà, fiction, informazione); reca in sovrimpressione i titoli e i crediti (i nomi di coloro che hanno collaborato alla trasmissione con il relativo ruolo).
Talvolta, con un abuso di terminologia, viene chiamata "sigla" la sequenza complessiva composta sia dal video che dal suono, perché costituiscono entrambi un elemento di riconoscimento del programma TV. Quando anche solo uno di questi due elementi viene rinnovato (per una nuova stagione o una nuova edizione del programma), si costituisce una nuova combinazione di immagini e musica che definisce a tutti gli effetti una sigla diversa dalla precedente. Per non confondersi, si utilizza spesso il termine "video-sigla" per identificare il video compreso di audio, e "sigla" per il solo brano musicale (in particolar modo la sua versione completa).
Il comparto video è importante quanto quello audio. Nel caso dei programmi di intrattenimento, le sigle indulgevano in una maggiore spettacolarità, offrendo balletti e canzoni appositamente create per la sigla, ricche di coreografie e balletti esotici che introducevano lo spettatore al programma (Da-da-un-pa, Domenica è sempre domenica). In alcuni casi la sigla rappresentava piccole storie, come quelle interpretate da Raimondo Vianello. Nei primi anni 70 si diffusero le sigle di animazione, come quella del Rischiatutto, e soprattutto nei programmi della TV dei ragazzi.

## Le sigle cantate e il loro successo
Una particolare diffusione e un notevole successo hanno avuto le sigle cantate, usata per introdurre telefilm, cartoni animati o altre opere brevi. A differenza del più tradizionale brano musicale (spesso classico o comunque strumentale) che introduceva le varie trasmissioni, qui siamo di fronte ad una sigla che è una vera e propria canzone, presentata dapprima nella sua forma breve e successivamente venduta intera nei negozi. Nella storia della musica italiana alcune celeberrime sigle hanno scalato i vertici delle classifiche dei 45 giri più venduti.
In Italia, questo fenomeno ha avuto una grande diffusione a partire dai primi anni settanta, grazie all'affermazione di showgirl quali Mina, Sandra Mondaini, Gemelle Kessler, Raffaella Carrà, Loretta Goggi e, successivamente Heather Parisi e Lorella Cuccarini negli anni ottanta, che, con le sigle delle loro trasmissioni, finivano ai primi posti delle classifiche. Di grande successo furono anche le sigle per bambini, le sigle dei telefilm ed in particolare, dal 1978 in poi, le sigle di cartoni animati giapponesi, frutto dell'invasione degli anime in Italia.
Brani come Furia, Sandokan, Carletto, Il ballo del qua qua, Ufo Robot, Goldrake, Heidi, Lady Oscar, L'Apemaia, Anna dai capelli rossi, Candy Candy, Remi le sue avventure e Capitan Harlock, superavano il milione di copie vendute, lanciando personaggi e gruppi quali Elisabetta Viviani, Fabio Concato, Corrado, Al Bano e Romina Power, Katia Svizzero, Georgia Lepore, Rocking Horse, I Cavalieri del Re, Le Mele Verdi, Superobots, e successivamente anche Cristina D'Avena, che grazie a sigle quali Canzone dei Puffi e Kiss Me Licia divenne l'interprete simbolo del genere. Altri cantanti delle sigle dei cartoni animati sono Marco Destro, Enzo Draghi, Giorgio Vanni e Raggi Fotonici. Da allora il fenomeno si è ridimensionato, ma continua ancora a riscuotere interesse, in particolare tra i collezionisti.
Fra gli interpreti delle sigle televisive dei film, telefilm o trasmissioni, ma anche di canzoni per bambini, vanno ricordati Jovanotti, Franco Battiato, Niccolò Agliardi, Angelo Branduardi, Francesco Salvi, Ambra Angiolini, Ezio Greggio, Enzo Iacchetti, Gerry Scotti, Maria Dal Rovere, Samuele Bersani, Daniela Goggi, Francesca Michielin, Luca Carboni, Nek, Carmen Consoli, Antonio Maggio, Toto Cutugno, Alan Sorrenti, Ricchi e Poveri, Pino Daniele, Orietta Berti, Cesare Cremonini, Giorgia, Flaminio Maphia, Dear Jack, Marianna Brusegan, Edoardo Bennato, Renato Rascel, I Gatti di Vicolo Miracoli, Cochi e Renato, Gabriella Ferri, Enrico Ruggeri, Amanda Lear, Rita Pavone, Edoardo Vianello, Little Tony, Ornella Vanoni, Emis Killa, Enzo Jannacci, Tiziano Ferro, Lino Toffolo, Pippo Franco, Quartetto Cetra, Sergio Endrigo, Bruno Lauzi, Nilla Pizzi, Giorgio Gaber, Raf.

## Le sigle italiane degli anime
L'Italia ha conosciuto dalla fine degli anni 1970 una massiccia importazione di serie animate televisive giapponesi o anime. Queste serie erano già dotate in originale di loro sigle, ma essendo in lingua giapponese, e cioè in una lingua incomprensibile e culturalmente distante per la maggioranza degli spettatori, e in particolare per il target specifico dei bambini che quindi non avrebbero potuto facilmente comprendere il testo e cantarlo, si scelse quasi sempre di corredare queste serie con sigle scritte in lingua italiana e usate a volte anche come sigle per la trasmissione televisiva che ospitava gli anime. Anche se in alcuni casi le sigle mantenevano le musiche originali su cui venivano cantati nuovi testi, solitamente queste nuove sigle locali erano scritte appositamente ex novo in testo e musica. La scelta di realizzare delle canzoni completamente nuove invece di tradurre le sigle giapponesi non è derivata da alcuna richiesta specifica di enti o aziende italiane o giapponesi, ma dalla volontà creativa degli artisti coinvolti in queste sigle, e col passare degli anni si è mantenuta per tradizione; a partire dal XXI secolo sono state nuovamente realizzate alcune sigle con testo italiano su musica originale giapponese.
A partire da Barbapapà, tutte le serie anime trasmesse nelle reti TV italiane hanno goduto di una o più canzoni dedicate a esse che sostituivano le sigle giapponesi di apertura e chiusura. Fanno eccezione solo pochi anime come Kyashan - Il ragazzo androide, Jeeg robot d'acciaio (che riportava la sigla di apertura giapponese cantata in italiano) e tutti quelli non destinati ai bambini, introdotti per la prima volta nel contenitore Anime Night di MTV.
Inizialmente gli anime venivano trasmessi con il video delle sigle giapponesi e l'audio sostituito con la canzone italiana sia in apertura che in chiusura. Negli anni '80 prese il sopravvento un nuovo stile, ossia quello di accompagnare la canzone con un montaggio di scene tratte dall'anime realizzato appositamente: questo metodo è stato utilizzato per molti anni anche per tutti gli altri cartoni non giapponesi e telefilm per bambini trasmessi nelle reti Mediaset.
Le sigle italiane, con l'avvento di Internet, hanno potuto riscuotere un buon successo anche all'estero, arrivando spesso a ricevere apprezzamenti dall'estero e, in alcuni casi, persino a essere considerate migliori delle originali.

## Elenchi di interpreti per categoria di generi
Di seguito un elenco dei principali interpreti di sigle TV divisi per categorie:
Interpreti di sigle di anime, cartoni animati e di trasmissioni televisive: 
- Cristina D'Avena
- Giorgio Vanni
- Marco Destro
- Marianna Brusegan
- Enzo Draghi
- Manuel De Peppe
- Massimo Dorati
- Pietro Ubaldi
- Georgia Lepore
- Giampaolo Daldello
- Elisabetta Viviani
- Katia Svizzero
- Nico Fidenco
- Roberto Fogu
- Stefano Bersola
- Mal

Gruppi musicali di sigle di anime e cartoni animati:
- I Cavalieri del Re
- Superobots
- Rocking Horse
- Oliver Onions
- Le Mele Verdi
- Il Mago, la Fata e la Zucca Bacata
- Fratelli Balestra
- Actarus
- Micronauti
- Galaxy Group
- Sorrisi
- Mini Robots
- Manga Boys
- Raggi Fotonici

Interpreti di sigle televisive e canzoni per bambini:
- Quartetto Cetra
- Pippo Franco
- Lino Toffolo
- Memo Remigi
- Corrado
- Bruno Lauzi
- Giorgio Gaber
- Jocelyn
- Al Bano e Romina Power
- Orietta Berti
- Sergio Endrigo
- Nilla Pizzi
- Renato Rascel
- Enrico Montesano

Showgirls interpreti di sigle televisive o di canzoni per bambini:
- Gemelle Kessler
- Gemelle Trix
- Delia Scala
- Sandra Mondaini
- Lauretta Masiero
- Marisa Del Frate
- Sylvie Vartan
- Lola Falana
- Lara Saint Paul
- Mina
- Paola Tedesco
- Dora Moroni
- Minnie Minoprio
- Raffaella Carrà
- Loretta Goggi
- Stefania Rotolo
- Heather Parisi
- Lorella Cuccarini
- Maria Giovanna Elmi
- Marina Morgan
- Sabina Stilo
- Carmen Russo
- Milly Carlucci
- Cristina Moffa
- Fabrizia Carminati
- Pamela Prati
- Galyn Görg
- Karina Huff
- Ambra Angiolini

Showman interpreti di sigle TV:
- Renzo Arbore
- Claudio Cecchetto
- Pippo Baudo
- Gerry Scotti
- Ezio Greggio
- Enzo Iacchetti
- Gigi Sabani
- Fiorello
- Francesco Salvi
- Marco Columbro
- Luca Laurenti
- Paolo Belli

Cantanti o gruppi musicali che hanno inciso sigle per la TV o colonne sonore per i film o telefilm:
- Flaminio Maphia
- Dear Jack
- I Gatti di Vicolo Miracoli
- Cochi e Renato
- Ricchi e Poveri
- Giulia Luzi
- Matteo Branciamore
- Toto Cutugno
- Bobby Solo
- Gabriella Ferri
- Maria Dal Rovere
- Frankie hi-nrg mc
- Giorgia
- Cesare Cremonini
- Jovanotti
- Tiziano Ferro
- Franco Battiato
- Fiorella Mannoia
- Nek
- Carmen Consoli
- Samuele Bersani
- Ivana Spagna
- Francesca Michielin
- Antonio Maggio
- Emis Killa
- Enzo Jannacci
- Enrico Ruggeri
- Angelo Branduardi
- Claudio Baglioni
- Edoardo Bennato
- Pino Daniele
- Luca Carboni
- Alan Sorrenti
- Paolo Conte
- Little Tony
- Lucio Dalla
- Jimmy Fontana
- Gianni Morandi
- Ornella Vanoni
- Iva Zanicchi
- Caterina Caselli
- Marcella Bella
- Amanda Lear
- Rita Pavone
- Edoardo Vianello

Personaggi televisivi che hanno inciso canzoni e sigle per la TV:
- Paolo Bonolis
- Debora Magnaghi
- Carlo Sacchetti
- Carlotta Pisoni Brambilla
- Giorgia Passeri
- Roberto Ceriotti
- Paola Tovaglia
- Marco Milano
- Manuela Blanchard
- Guido Cavalleri
- Flavio Albanese
- Marta Iacopini
- Topo Gigio
- Gabibbo
- Uan
- Four
- Five
- Ambrogio